# Norma (matematika)
Norma je pozitivně homogenní, subaditivní a pozitivně definitní funkce, která každému nenulovému vektoru z nějakého vektorového prostoru přiřazuje reálné číslo (tzv. délku nebo velikost), nulový vektor jako jediný má délku 0. Podobná je seminorma, u které se však nepožaduje pozitivní definitnost, takže se připouští, aby i nenulovým vektorům byla přiřazena nulová délka.

## Definice
Nechť V je vektorový prostor nad nějakým podtělesem F tělesa komplexních čísel a p je reálná funkce definovaná na V. Funkce p je seminorma na V, jestliže je
- pozitivně homogenní: p(a v) = |a| p(v), pro a ∈ F a v ∈ V;
- subaditivní: p(u + v) ≤ p(u) + p(v), pro u, v ∈ V.

Z předpokladu pozitivní homogenity plyne, že p(0) = 0 a následně ze subaditivity p(v) ≥ 0, pro všechna v ∈ V.
Norma je seminorma p, která je navíc pozitivně definitní:
- p(v) = 0 právě tehdy, když v = 0.

Pro normu se namísto p(v) zpravidla používá označení ||v||.

## Příklady
- Každá norma je seminorma.
- Absolutní hodnota je norma na reálných číslech.
- Každá lineární forma f na vektorovém prostoru definuje seminormu x → |f(x)|.

### Eukleidovská norma
Na prostoru {\displaystyle \mathbb {R} ^{n}} lze definovat tzv. eukleidovskou normu vektoru x = (x1, x2, ..., xn) jako
{\displaystyle \|\mathbf {x} \|:={\sqrt {x_{1}^{2}+\cdots +x_{n}^{2}}}.}
Tato norma udává vzdálenost bodu x od počátku (což je důsledek Pythagorovy věty).

### p-norma
Nechť p ≥ 1 je reálné číslo.
{\displaystyle \|{\textbf {x}}\|_{p}:=\left(\sum _{i=1}^{n}|x_{i}|^{p}\right)^{\frac {1}{p}}.}
Eukleidovská norma je speciálním případem této normy (pro p = 2).

### Maximová norma
{\displaystyle \|{\textbf {x}}\|_{\infty }:=\max \left(|x_{1}|,\ldots ,|x_{n}|\right).}

### Norma na prostoru se skalárním součinem
Skalární součin indukuje přirozeným způsobem normu
{\displaystyle \|x\|:={\sqrt {(x,x)}}.}
Pro normu indukovanou skalárním součinem platí Cauchyho–Schwarzova nerovnost
{\displaystyle |(x,y)|\leq \|x\|\,\|y\|.}

## Vlastnosti

Ilustrace jednotkových kružnic v různých normách.

Tvar jednotkové kružnice (množiny vektorů velikosti 1) se liší v různých normách (viz ilustraci).
Normy ||•||α and ||•||β na vektorovém prostoru V se nazývají ekvivalentní, jestliže existují kladná reálná čísla C a D taková, že
{\displaystyle C\|x\|_{\alpha }\leq \|x\|_{\beta }\leq D\|x\|_{\alpha }}
pro všechna x ∈ V. Na vektorovém prostoru konečné dimenze jsou všechny normy ekvivalentní. Například normy ||•||1, ||•||2 a ||•||∞ jsou ekvivalentní na prostoru {\displaystyle \mathbb {R} ^{n}}:
{\displaystyle \|x\|_{2}\leq \|x\|_{1}\leq {\sqrt {n}}\|x\|_{2},}
{\displaystyle \|x\|_{\infty }\leq \|x\|_{2}\leq {\sqrt {n}}\|x\|_{\infty },}
{\displaystyle \|x\|_{\infty }\leq \|x\|_{1}\leq n\|x\|_{\infty }.}
Ekvivalentní normy indukují tutéž topologii. Jsou-li dány dvě ekvivalentní normy na jednom prostoru, pak je spojitost funkcí i konvergence posloupností z tohoto prostoru v obou normách stejná.

## Konvexní, vyvážené, pohlcující množiny
Seminormy jsou úzce spjaty s konvexními, vyváženými, pohlcujícími množinami. Nechť p je seminorma na vektorovém prostoru V, pak pro libovolný skalár α jsou množiny {x : p(x) < α} a {x : p(x) ≤ α} konvexní, vyvážené a pohlcující.
Obráceně, ke každé konvexní, vyvážené, pohlcující podmnožině C prostoru V existuje seminorma μC známá jako Minkowského funkcionál množiny C, definovaná
{\displaystyle \mu _{C}(x):=\inf\{\alpha :\alpha >0,x\in \alpha C\}.}
Pro tuto seminormu platí
{\displaystyle \{x:\mu _{C}(x)<1\}\subseteq C\subseteq \{x:\mu _{C}(x)\leq 1\}.}